# قیام و انقلاب مهدی
قیام و انقلاب مهدی (ع) از دیدگاه فلسفه تاریخ و مقاله:شهید که به قیام و انقلاب مهدی شناخته شده، نام کتابی از مرتضی مطهری (م ۱۳۵۸ ش) است. این کتاب مشتمل بر دو بخش کاملاً متفاوت است؛ بخش اولِ کتاب مقاله‌ای کوتاه و مختصر دربارهٔ قیام و انقلاب حجت بن الحسن بود که بعدها توسط مطهری بر مطالبش افزوده شد و چاپ گردید؛ این بخش علی‌رغم اختصار، عمق تفکر مهدویت و ضرورت قیام جهانی مهدی (امام دوازدهم شیعیان) را از دو جهت عقل و نقل به بررسی می‌کند و ثابت می‌کند انسان و جامعه انسانی برای رسیدن به کمال خویش به حکومت مهدوی محتاج اند. اما بخش دوم تفصیل یافته سخنرانی وی دربارهٔ شهید می‌باشد. این کتاب به زبان‌های اسپانیایی، فرانسوی، عربی، اردو و ترکی نیز ترجمه شده‌است.

## مقدمه
مرتضی مطهری در بخشی از مقدمه کتاب خود چنین می‌نویسد:
آنچه در بخش یکم آمده‌است فلسفه تاریخ نیست، بلکه بررسی یک ایده اسلامی از دیدگاه فلسفه تاریخ است و ضمناً اشاره‌ای به فلسفه تاریخ از دیدگاه قرآن و معارف اسلامی هست. این بخش اشتیاق فراوانی در خوانندگان برانگیخته است که مفصلاً بحث فلسفه تاریخ را از دیدگاه معارف اسلامی به صورت همه‌جانبه مطرح کنیم. این بنده در حدود سه سال است که درسی را به این مبحث فلسفی و اجتماعی اختصاص داده‌ام و از نظر خودم به نتایج شگرف و بزرگی رسیده‌ام. قسمتی از مبحث در کتابی که هم‌اکنون به نام " مقدمه‌ای بر جهان بینی اسلامی " در دست تألیف دارم تحت عنوان " جامعه و تاریخ " آورده شد. امیدوارم توفیق حاصل کنم همه را یک جا به دوستان عزیز اهدا نمایم.

## تجدید چاپ
کتاب حاضر تاکنون پنجاه‌ودومین مرتبه تجدید چاپ شده‌است.